# Passamaneria
La passamaneria è composta da molti tipi di bordure che servono per decorare o rifinire abiti od oggetti (soprattutto d'arredamento). Gli scopi per cui si utilizza sono due: quello strutturale di finitura, per coprire giunte, fermare orli, impedire lo sfilacciamento; quello estetico di decorazione, sicuramente il più importante, per abbellire e costruire decorazioni. Si applica con una cucitura, se su materiale morbido (tessuto, pelle, feltro), con la colla se su materiale rigido.
Dal francese passement anticamente pizzo o merletto Colui che produce passamanerie è chiamato passamantiere.

## Caratteristiche

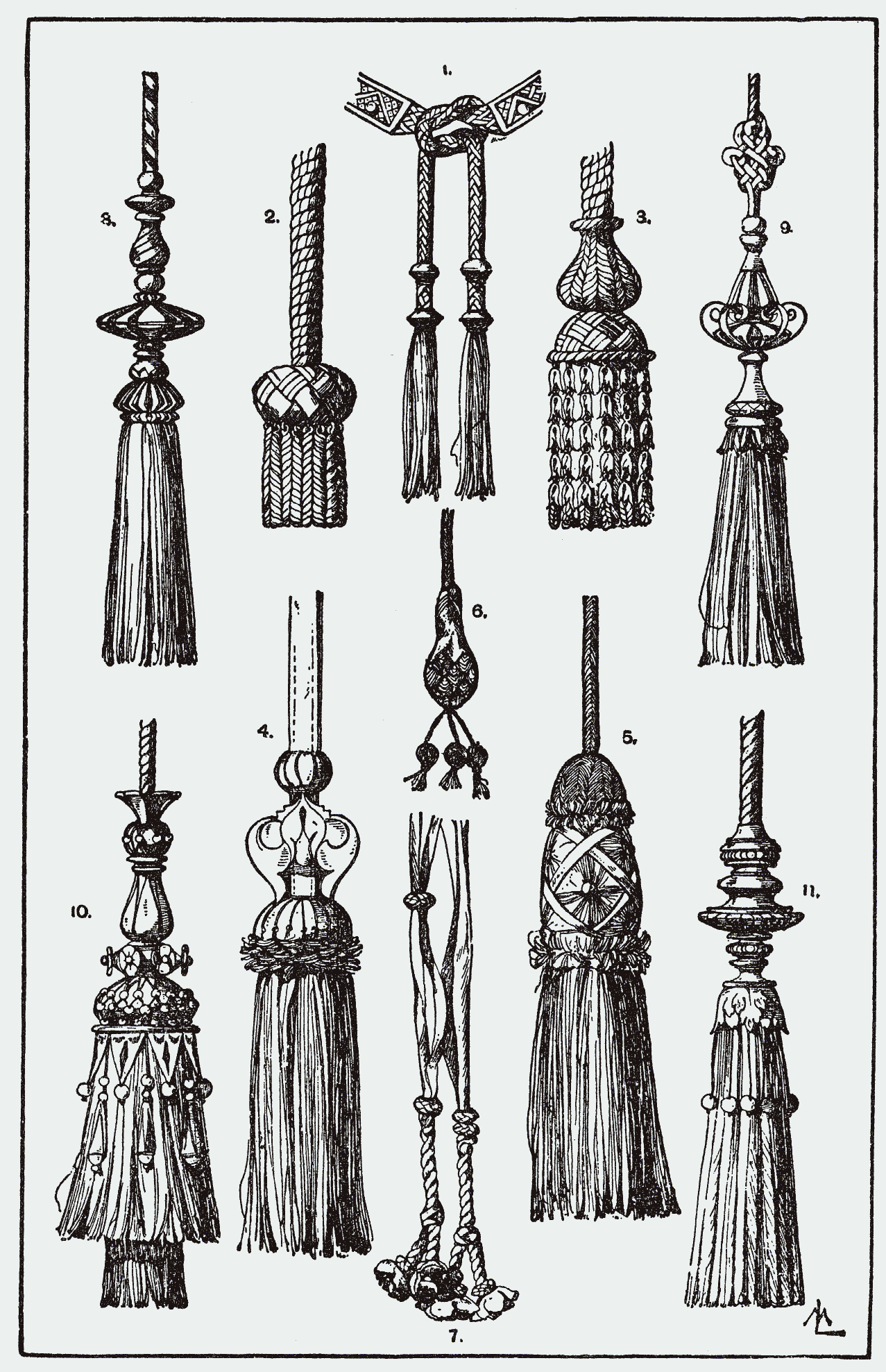
Da A Handbook of Ornament (1898)

Vari i materiali impiegati, un tempo principalmente la seta per l'aspetto lucido, con lino e cotone, oggi più comunemente le fibre sintetiche, ma anche perline in vetro o lustrini in plastica, fili dorati o argentati, particolari metallici.
Occorre distinguere, sotto l'aspetto della lavorazione, fra due tipologie di passamaneria:
- la passamaneria fabbricata a mano
- la passamaneria "industriale"

Le differenze principali fra le due tipologie si riscontrano soprattutto nelle categorie "galloni" e "frange" che richiedono la tessitura. 
Una differenza notevole si riscontra anche nei cordoni, che possono essere fabbricati sia attraverso l'uso di macchinari automatici o semiautomatici, sia manualmente, utilizzando un dispositivo di torsione manuale o elettrico. 
Alcuni semilavorati, che vengono utilizzati per la realizzazione di numerosi oggetti, come la "vergola" detta anche "molla" o "sforzata" e la "ruche", possono essere realizzati sia mediante lavorazione manuale sia attraverso l'uso di macchinari automatici o semiautomatici. L'utilizzo di semilavorati provenienti da lavorazione manuale è sempre da preferirsi nella passamaneria fabbricata a mano.

## Storia
Per lungo tempo riservata a una élite come segno di distinzione sociale, diviene segno distintivo di un potere: reale, militare, ecclesiastico, aristocratico. Dalla fine del XVIII secolo, con l'uso di un abbigliamento più sobrio, il suo impiego diminuisce costantemente, rimanendo in uso in campi dove la pomposità non cede il passo alla modernità, come le parate militari e gli addobbi liturgici.

## Campi di utilizzo
- Abbigliamento, soprattutto femminile, per la guarnizione di abiti, biancheria e le finiture sartoriali
- Militare, nelle divise, soprattutto da parata, nelle bandiere e coccarde,
- Ecclesiastico, per addobbi e vestiario sacro
- Teatrale, per i costumi d'epoca
- Confezione di paralumi
- Matrimonio: per gli abiti da sposa, le bomboniere, gli addobbi
- Arredamento: nelle mantovane e nei tendaggi
- Tappezzeria, per la finitura di poltrone e sedie imbottite
- Ricostruzione storica, per costumi, stendardi, palii
- Carnevalesco, per risolvere in modo veloce la decorazione e fingere particolari strutturali

## Tipi

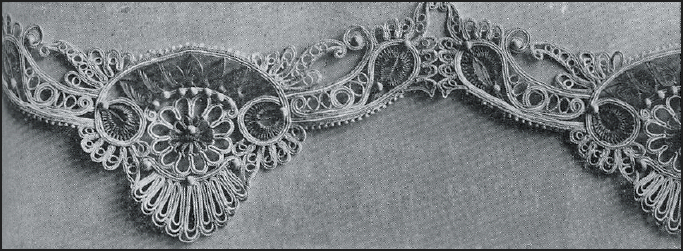
Passamaneria francese 1908

L'insieme degli oggetti che formano la "passamaneria" può essere suddiviso nelle seguenti categorie:
- Cordoni
- Galloni
- Frange
- Bracciali
- Nappe
- Ornamenti

Sono da considerare passamaneria:
- Bottoni decorativi
- Cannettè
- Merletti
- Nastri
- Paillettes
- Profili
- Sbiechi
- Trecce
- Spighetta